# Das (cráter)

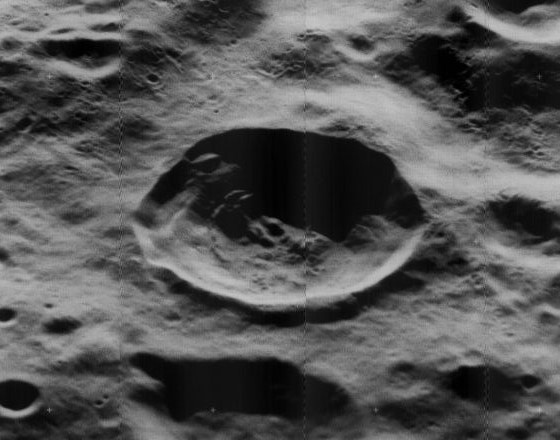
Imagen oblicua desde el Lunar Orbiter 5

Das es un cráter de impacto situado en la cara oculta de la Luna. Se encuentra al noroeste de la llanura amurallada del cráter Chebyshev. Al sudoeste de Das se halla Mariotte, un cráter irregular. Von der Pahlen se encuentra al este-noreste.
Este cráter tiene un borde afilado que no se superpone a ningún otro. Tiene más o menos forma circular, con ligeras protuberancias hacia el oeste y noroeste. Las paredes interiores se han hundido hacia la desigual plataforma interior, dejando una pendiente más pronunciada en el contorno.
|  |  |

Das se encuentra en el centro de un débil sistema de marcas radiales. Los materiales eyectados presentan un albedo más alto, que continúa a una distancia de casi dos diámetros del cráter, y luego forma tenues rayos sobre todo en el noroeste. Estos rayos se superponen a un segundo sistema radial hacia el este-sureste.
Debido a sus rayos prominentes, Das es asignado al Período Copernicano.

## Cráteres satélite
Por convención estos elementos son identificados en los mapas lunares poniendo la letra en el lado del punto medio del cráter que está más cerca de Das.
|     | \| Das \| Coordenadas \| Diámetro \| \| --- \| -------------------------------- \| -------- \| \| G \| 26°54′S 135°12′O / -26.9, -135.2 \| 32 km \| |          |
| Das | Coordenadas | Diámetro |
| G   | 26°54′S 135°12′O / -26.9, -135.2 | 32 km    |